# Templo de Hoang Phap

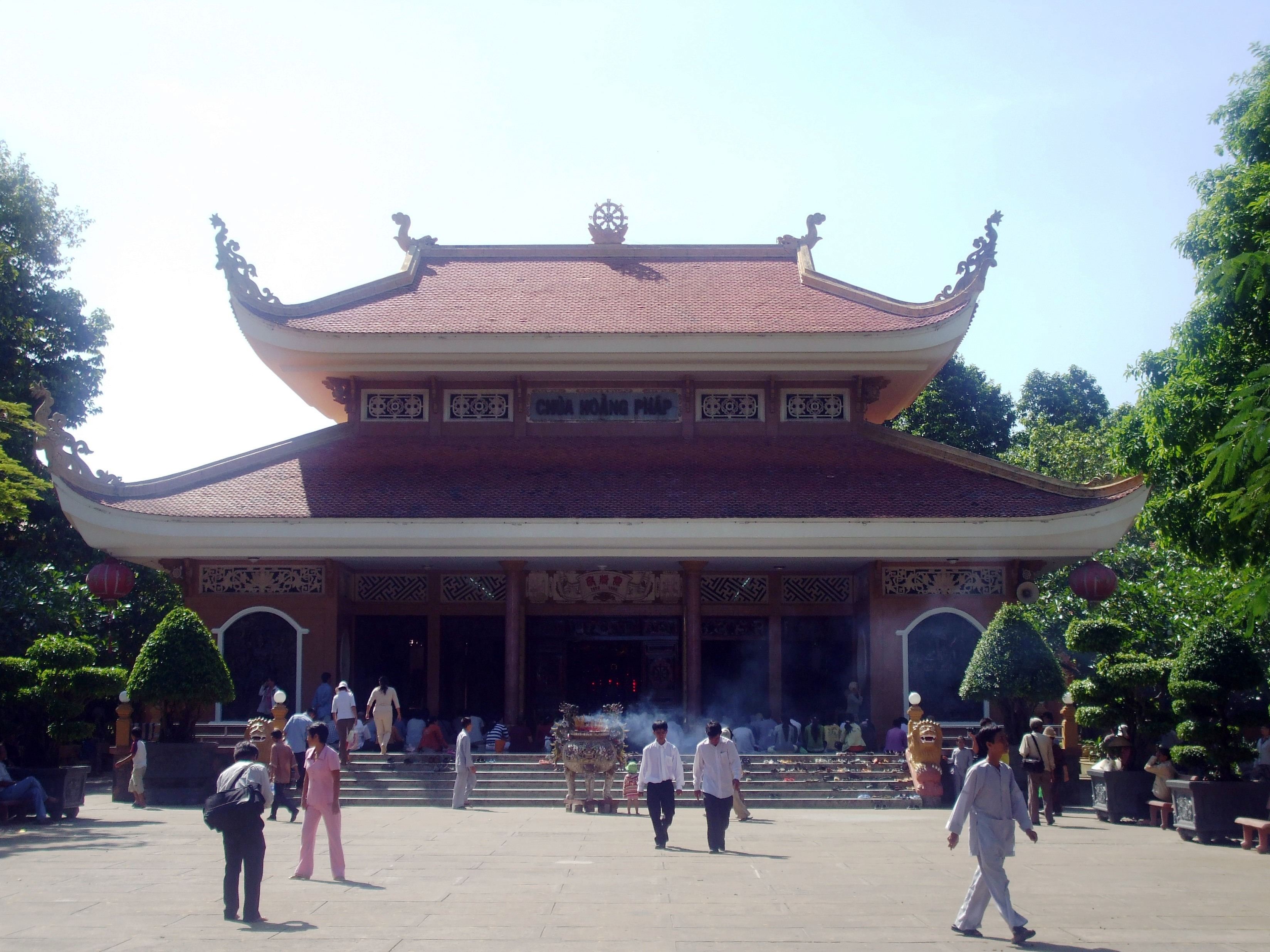
Templo de Hoang Phap, no Distrito de Hoc Mon.

O Templo de Hoang Phap (em vietnamita: Chùa Hoằng Pháp) é um templo na Cidade de Ho Chi Minh, no Vietname. Está localizado no Distrito de Hoc Mon. Foi construído em 1957.